# Deutsch-les-Landes
Deutsch-les-Landes est une comédie franco-allemande. Il s'agit d'une série télévisée composée de dix épisodes de 26 minutes mise en ligne en Allemagne le 1er novembre 2018 sur le service MagentaTV (de), et en France le 30 novembre 2018 sur Amazon Prime Video.
Elle reçoit un accueil très négatif de la critique.

## Synopsis
À Jiscalosse, un village fictif du département des Landes en Nouvelle-Aquitaine, Martine, la maire (Marie-Anne Chazel), vend une partie des biens municipaux comprenant un château qui pèse sur le budget de la commune à un patron allemand d'une grande entreprise (Christoph Maria Herbst (de)) afin d'éviter la faillite de la commune. Le PDG décide alors d’y délocaliser l’ensemble de son entreprise située à Munich. Près de 200 allemands vont arriver dans la petite commune landaise. Au départ mal accueillis, ils vont devenir de plus en plus aimés.

## Fiche technique
- Titre original français : Deutsch-les-Landes
- Réalisation : Denis Dercourt
- Scénario : Alexandre Charlot, Camille Couasse, Peter Güde, Marine Lachenaud, Franck Magnier, Thomas Rogel
- Décors :
- Photographie :
- Montage :
- Musique :
- Casting : Brigitte Maisière
- Production : Yorick Kalbache, Sandra Ouaiss, Moritz Polter, Alexandre Charlot, Peter Güde, Franck Magnier, Thomas Rogel
- Sociétés de production : Amazon Studios, Bavaria Fiction, Deutsche Telekom, Telfrance
- Sociétés de distribution : Amazon Prime Video (France, Allemagne), Deutsche Telekom (Allemagne), Newen (France)
- Pays d'origine :  France,  Allemagne
- Langue originale : français, allemand
- Format : couleur
- Genre : série, comédie
- Durée : 10 × 26 minutes (260 minutes)
- Date de sortie :
  - 1er novembre 2018 sur MagentaTV (Allemagne)
  - 30 novembre 2018 sur Amazon Prime Video (France)

## Distribution
Sauf indication contraire, les informations mentionnées dans cette section peuvent être confirmées par la base de données cinématographiques IMDb,  présente dans la section « Liens externes ».
- Marie-Anne Chazel (VA : Monica Bielenstein) : Martine
- Christoph Maria Herbst (de) (VF : Jochen Hägele) : Manfred
- Roxane Duran (VF et VA : elle-même) : Chloé
- Rufus Beck (VF : Jean-François Vlerick) : Gerhard Jäger
- Sylvie Testud (VA : Sabine Falkenberg) : Odile
- Sebastian Schwarz (de) (VF : Christophe Lemoine) : Karsten
- Jasmin Schwiers (VF : Zina Khakhoulia) : Marion
- Sophie Mounicot (VA : Sabina Trooger) : Ghyslaine
- Philippe Lelièvre (VA : Bernd Vollbrecht) : Guillaume
- Éric Métayer (VA : Stefan Krause) : Jean-Michel
- Gauthier Battoue (VA : Jannik Endemann) : Matthieu
- Niklas Post (de) (VF : Gabriel Bismuth) : Dominik
- Steve Windolf (VF : Jérémy Prévost) : Andreas
- Thierry Rémi : Bernard
- Anna Thalbach (VF : Nathalie Spitzer) : Katherine

## Épisodes
1. L'Annonce (Die Ankündigung)
2. L'Arrivée (Die Ankunft)
3. L'Arbre de l'amour (Liebe liegt im Baum)
4. Journées portes ouvertes (Tag der offenen Tür)
5. La Résistance (French Disco)
6. Oktoberfest (Oktoberfest)
7. Sea, Sex and Sun (Sea, Sex and Sun)
8. Affaires de famille (Familienangelegenheit)
9. La Révolte (Der Aufstand)
10. Aux urnes (Französische Verhältnisse)

## Tournage
La série est entièrement tournée en Nouvelle-Aquitaine, entre Rions, Andernos, Bordeaux, et Lacanau.

## Critiques
La série reçoit un accueil critique très négatif, aussi bien en Allemagne qu'en France. Première série française d'Amazon, Deutsch-les-Landes est comparée à la série Marseille de Netflix, mais aussi très critiquée. D'après Télérama, cette série « devrait être rapidement oubliée » alors que les défauts de Marseille exercent une certaine fascination sur le spectateur. Selon Libération, la série multiplie les clichés datés et erronés.